# Ga trung tâm nghệ thuật
Ga trung tâm nghệ thuật là ga tàu điện ngầm trên Tuyến 1 của Tàu điện ngầm Incheon.

## Bố trí ga
| Tòa thị chính Incheon ↑ |
| \| N/B                  |
| ↓ Bến xe buýt Incheon   |

| Hướng Bắc | ← ● Incheon tuyến 1 Hướng đi Gyeyang                             |
| Hướng Nam | → ● Incheon tuyến 1 Hướng đi Công viên lễ hội ánh trăng Songdo → |

## Vùng lân cận
- Lối thoát 1: CGV, Homeplus
- Lối thoát 2: Citibank Hàn Quốc
- Lối thoát 3: Trường trung học nữ sinh Guwol
- Lối thoát 4: Bảo hiểm nhân thọ Heunggook
- Lối thoát 5: Cửa hàng Lotte, văn phòng cảnh sát khu vực Incheon
- Lối thoát 6: Trung tâm nghệ thuật
- Lối thoát 7: Trung tâm nghệ thuật
- Lối thoát 8: Công viên Olympics
- Lối thoát 9: Bưu điện Guwol-dong, công viên Olympics
- Lối thoát 10: Văn phòng lao động khu vực Gyeongin, công viên Jungang
- Lối thoát 11: Công viên Jungang